# Томнатикул
Томнатикул — гірський хребет у масиві Яловичорські гори Українських Карпат. Розташований у західній частині країни, на відстані 500 км від Києва, столиці країни.